# الإسمنت الاصطناعي التونسي
الاسمنت الاصطناعي التونسي هي شركة تونسية لصناعة الإسمنت والجبس والجير، وهي أول شركة لتصنيع الاسمنت في تونس تأسست عام 1936.

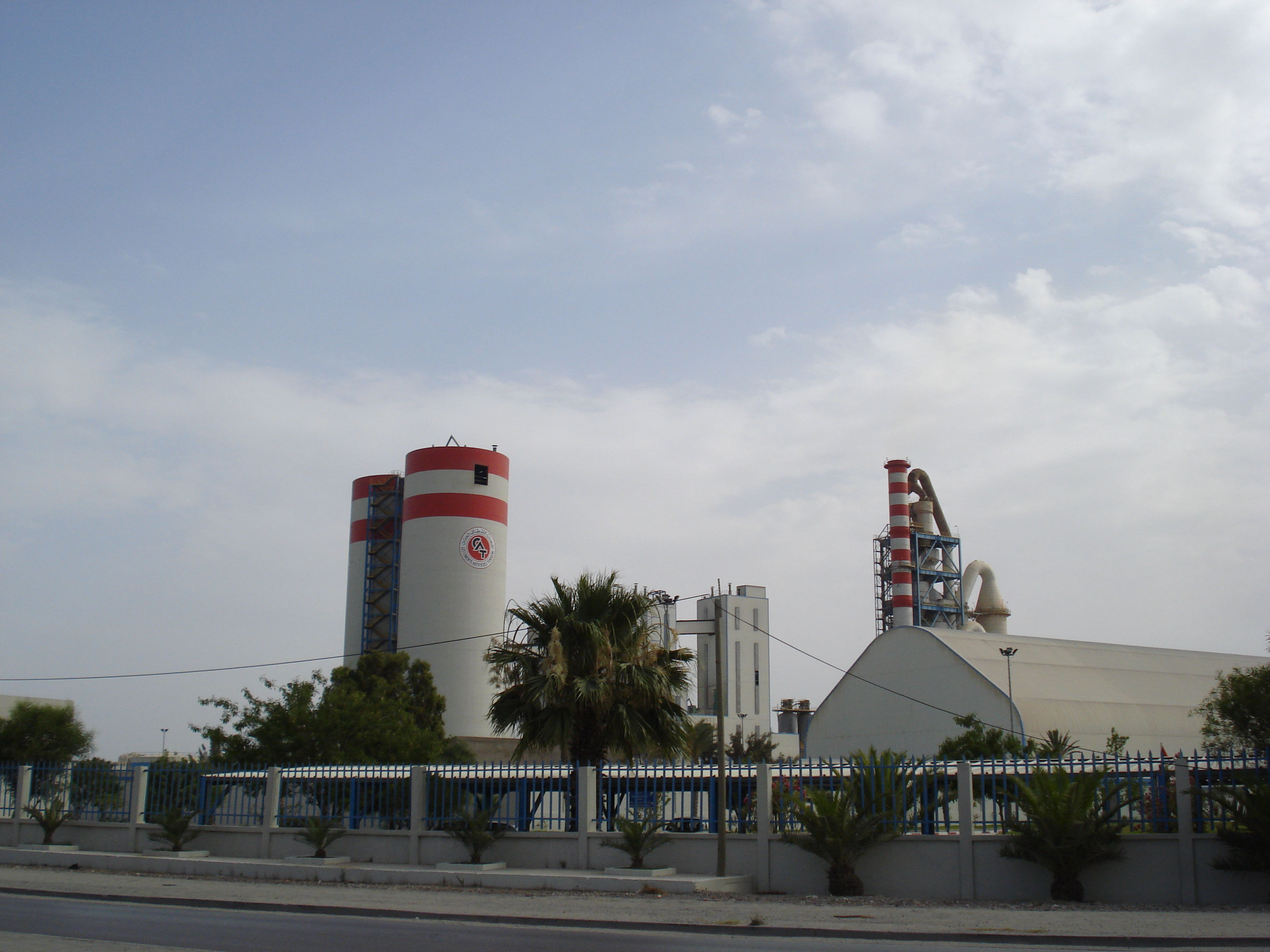
مصنع الاسمنت الاصطناعي التونسي